# حسن‌آباد (شوشی)
حسن‌آباد (به لاتین: Həsənabad) یک منطقهٔ مسکونی در جمهوری آذربایجان است که در شهرستان شوشی واقع شده‌است.